# Erik Bo Andersen
Erik Bo Andersen (Dronningborg, 14 november 1970) is een voormalig voetballer uit Denemarken, die speelde als aanvaller. Hij beëindigde zijn loopbaan in 2002 bij de Deense club Aalborg BK.

## Clubcarrière
Andersen begon zijn profloopbaan bij Aalborg BK. In de zomer van 1996 stapte hij over naar Glasgow Rangers. Met Aalborg BK won hij in 1995 het Deense landskampioenschap. Hij speelde eveneens in Duitsland en Noorwegen.

## Interlandcarrière
Andersen speelde in totaal zes officiële interlands voor Denemarken. Onder leiding van bondscoach Richard Møller Nielsen maakte hij zijn debuut op 26 april 1995 in de EK-kwalificatiewedstrijd tegen Macedonië (1-0) in Kopenhagen, net als Claus Thomsen (Ipswich Town). Hij viel in dat duel na 45 minuten in voor Peter Rasmussen. Andersen nam met zijn vaderland deel aan het EK voetbal 1996.

## Erelijst
Aalborg BK
- Deens landskampioen

1995
 Glasgow Rangers
- Scottish Premier League

1996, 1997
- Scottish Cup

1996
 Odds BK
- Beker van Noorwegen

2000